# أيمن السالك
أيمن السالك فنان وممثل سوري.

## عن حياته
مثل في أعماله الدرامية، له مشاركات عديدة في دوبلاج الكثير من الأفلام الكرتونية. حصل على العضوية في نقابة الفنانين: 13 ديسمبر 1982 خريج المعهد العالي للفنون المسرحية.

## أعماله

### في التلفزيون
الأماني المرة - كهف المغاريب - الدخيلة - شيمة - غدر الزمان - الأنيس والجليس - رجال وضباب - بقايا دموع - الثعبان - دخان القنابل - عابر سبيل - فتنه وسعد - سحر الشرق - والعديد من الأعمال الأخرى .

### في المسرح
حكاية فاسكو - كانون الثاني - ليالي الحصاد - القط أبو جزمة - سندريلا - الأميرة القبيحة - علي بابا والأربعين حرامي

### في الإذاعة
- في الإذاعــة: العديد من الأعمال الأخرى الإذاعية

### في الدوبلاج
- مغامرات سلفستر وتويتي - سيلفستر
- باتمان - ألفريد بيني وورث
- ناروتو - كاكاشي
- سلام دانك - المدرب غسان
- ايروكا - اوشيدا
- تايني تون - باستر باني
- سلام دانك - بدر
- القناع - المساعد دعبول
- أوف سايد - بيان
- تاما والاصدقاء - نمرود
- صقور الأرض - تسوتسو
- شينوبي - جاسكيه
- ساموراي 7 - جيروبي
- بيدا بول - الحكيم
- أبطال الديجيتال (الجزء الثالث) - صخر
- السيف القاطع - عطوف
- دراغون بول - تورتو
- دراغون بول زد - فيجيتا، تورتو، دودريا
- دراغون بول زد كاي - فيجيتا، تورتو
- الطاقة الزرقاء - والد جيت
- حكايا زاك - تيروي
- الرمية الملتهبة - المعلق
- مغامرات سوسان - سيسو
- المحقق كونان
- أجنحة كاندام - توباروف
- نقار الخشب - صقر
- أساطير في قادم الزمان - علي
- وادي الذئاب - سيف
- صبايا - باسم
- أكاديمية الشرطة - جونز (الجزء الثاني)، هاريس (الجزء الثاني)

إضافة إلى أدوار متعددة أخرى.

## روابط خارجية
- أيمن السالك على موقع قاعدة بيانات الأفلام العربية